# Calumma guibei
Calumma guibei är en ödleart som beskrevs av  Dick Hillenius 1959. Calumma guibei ingår i släktet Calumma och familjen kameleonter. IUCN kategoriserar arten globalt som nära hotad. Inga underarter finns listade.